# Huntersville (Virginia Occidental)
Huntersville es un lugar designado por el censo ubicado en el condado de Pocahontas en el estado estadounidense de Virginia Occidental. En el Censo de 2010 tenía una población de 73 habitantes y una densidad poblacional de 24,92 personas por km².

## Geografía
Huntersville se encuentra ubicado en las coordenadas 38°11′10″N 80°0′55″O / 38.18611, -80.01528. Según la Oficina del Censo de los Estados Unidos, Huntersville tiene una superficie total de 2.93 km², de la cual 2.93 km² corresponden a tierra firme y (0%) 0 km² es agua.

## Demografía
Según el censo de 2010, había 73 personas residiendo en Huntersville. La densidad de población era de 24,92 hab./km². De los 73 habitantes, Huntersville estaba compuesto por el 100% blancos, el 0% eran afroamericanos, el 0% eran amerindios, el 0% eran asiáticos, el 0% eran isleños del Pacífico, el 0% eran de otras razas y el 0% pertenecían a dos o más razas. Del total de la población el 0% eran hispanos o latinos de cualquier raza.